# Comuni di confine del Portogallo
I comuni di confine del Portogallo sono i seguenti. Il Portogallo confina unicamente con la Spagna.

## Spagna
I comuni (concelhos in portoghese) sono elencati da nord-ovest a sud-est.
| N. | Regione  | Distretto        | Concelho                    | Comuni spagnoli confinanti                                                                                           |
| -- | -------- | ---------------- | --------------------------- | --- |
| 1  | Nord     | Viana do Castelo | Caminha                     | A Guarda, O Rosal |
| 2  | Nord     | Viana do Castelo | Vila Nova de Cerveira       | O Rosal, Tomiño |
| 3  | Nord     | Viana do Castelo | Valença                     | Tomiño, Tui, Salvaterra de Miño                                                                                      |
| 4  | Nord     | Viana do Castelo | Monção                      | Salvaterra de Miño, As Neves, Arbo                                                                                   |
| 5  | Nord     | Viana do Castelo | Melgaço                     | Arbo, Crecente, Padrenda, Quintela de Leirado, Verea, Lobeira, Entrimo                                               |
| 6  | Nord     | Viana do Castelo | Arcos de Valdevez           | Entrimo, Lobios |
| 7  | Nord     | Viana do Castelo | Ponte da Barca              | Lobios |
| 8  | Nord     | Braga            | Terras de Bouro             | Lobios |
| 9  | Nord     | Vila Real        | Montalegre                  | Lobios, Muíños, Calvos de Randín, Baltar, Cualedro, Monterrei, Oímbra                                                |
| 10 | Nord     | Vila Real        | Chaves                      | Oímbra, Verín, Vilardevós                                                                                            |
| 11 | Nord     | Braganza         | Vinhais                     | Vilardevós, Riós, A Gudiña, A Mezquita, Hermisende                                                                   |
| 12 | Nord     | Braganza         | Braganza                    | Hermisende, Requejo, Pedralba de la Pradería, Puebla de Sanabria, Manzanal de Arriba, Figueruela de Arriba, Trabazos |
| 13 | Nord     | Braganza         | Vimioso                     | Trabazos, Rábano de Aliste, Alcañices                                                                                |
| 14 | Nord     | Braganza         | Miranda do Douro            | Alcañices, Fonfría, Villardiegua de la Ribera, Torregamones, Fariza, Villar del Buey, Fermoselle                     |
| 15 | Nord     | Braganza         | Mogadouro                   | Fermoselle, Villarino de los Aires, Pereña de la Ribera, Masueco, Aldeadávila de la Ribera                           |
| 16 | Nord     | Braganza         | Freixo de Espada à Cinta    | Aldeadávila de la Ribera, Mieza, Vilvestre, Saucelle, Hinojosa de Duero, La Fregeneda                                |
| 17 | Centro   | Guarda           | Figueira de Castelo Rodrigo | La Fregeneda, Sobradillo, Ahigal de los Aceiteros, Puerto Seguro, La Bouza, Villar de Ciervo                         |
| 18 | Centro   | Guarda           | Almeida                     | Villar de Ciervo, Aldea del Obispo, La Alameda de Gardón, Fuentes de Oñoro, Espeja, La Alamedilla                    |
| 19 | Centro   | Guarda           | Sabugal                     | La Alamedilla, La Alberguería de Argañán, Casillas de Flores, Navasfrías, Valverde del Fresno                        |
| 20 | Centro   | Castelo Branco   | Penamacor                   | Valverde del Fresno                                                                                                  |
| 21 | Centro   | Castelo Branco   | Idanha-a-Nova               | Valverde del Fresno, Cilleros, Zarza la Mayor, Alcántara, Membrío, Carbajo, Santiago de Alcántara                    |
| 22 | Centro   | Castelo Branco   | Castelo Branco              | Santiago de Alcántara, Herrera de Alcántara, Cedillo                                                                 |
| 23 | Centro   | Castelo Branco   | Vila Velha de Ródão         | Cedillo |
| 24 | Alentejo | Portalegre       | Nisa                        | Cedillo |
| 25 | Alentejo | Portalegre       | Castelo de Vide             | Cedillo, Herrera de Alcántara, Valencia de Alcántara                                                                 |
| 26 | Alentejo | Portalegre       | Marvão                      | Valencia de Alcántara                                                                                                |
| 27 | Alentejo | Portalegre       | Portalegre                  | Valencia de Alcántara, La Codosera                                                                                   |
| 28 | Alentejo | Portalegre       | Arronches                   | La Codosera, Alburquerque                                                                                            |
| 29 | Alentejo | Portalegre       | Campo Maior                 | Alburquerque, Badajoz                                                                                                |
| 30 | Alentejo | Portalegre       | Elvas                       | Badajoz, Olivenza |
| 31 | Alentejo | Évora            | Alandroal                   | Olivenza, Alconchel, Cheles, Villanueva del Fresno                                                                   |
| 32 | Alentejo | Évora            | Mourão                      | Villanueva del Fresno, Valencia del Mombuey                                                                          |
| 33 | Alentejo | Beja             | Barrancos                   | Valencia del Mombuey, Oliva de la Frontera, Encinasola                                                               |
| 34 | Alentejo | Beja             | Moura                       | Encinasola, Aroche, Rosal de la Frontera                                                                             |
| 35 | Alentejo | Beja             | Serpa                       | Rosal de la Frontera, Santa Bárbara de Casa, Paymogo                                                                 |
| 36 | Alentejo | Beja             | Mértola                     | Paymogo, Puebla de Guzmán, El Almendro, El Granado                                                                   |
| 37 | Algarve  | Faro             | Alcoutim                    | El Granado, Sanlúcar de Guadiana, San Silvestre de Guzmán, Ayamonte                                                  |
| 38 | Algarve  | Faro             | Castro Marim                | Ayamonte |
| 39 | Algarve  | Faro             | Vila Real de Santo António  | Ayamonte |